# حرب الاستقلال السلوفينية
حرب الاستقلال السلوفينية (بالسلوفيني: Slovenska osamosvojitvena vojna، سلوفينسكا أوسَمُسفويتفينا فوينا) أو حرب العشرة أيام هي حرب قصيرة بين سلوفينيا ويوغوسلافيا ما بين 27 يونيو 1991 و6 يوليو 1991 بعد إعلان سلوفينيا استقلالها.

## الأسباب المؤدية
بعد وفاة الرئيس اليوغوسلافي جوزيف تيتو في عام 1980 بدأت التوترات العرقية، والدينية والاقتصادية بالظهور البين في يوغوسلافيا. كانت الدولة مكونة من 6 جمهوريات وإقليمين ذات الحكم الذاتي ولكن كانت صربيا، أكبر الجمهوريات، تسيطر على الحكومة الفدرالية والجيش. ازداد الغضب تجاه صربيا بعد أن تولى سلوبودان ميلوسيفيتش الرئاسة في عام 1987 وبدأ بإثارة الشعب بالوطنية الصربية. كانتا جمهورية سلوفينيا وجمهورية كرواتيا يتمتعان بازدهار اقتصادي أعلى من جمهورية صربيا، وكانت هذه إحدى الأسباب المؤدية إلى إعلان الاستقلالهما عن يوغوسلافيا في 25 يونيو 1991

## العمليات العسكرية
في 27 يونيو 1991 وبعد يومين من إعلان الاستقلال، وبعد أن تم السيطرة على معابر الحدود من قبل سلوفينيا، وتم محاصرة القواعد العسكرية الفدرالية من قبل قواتها الدفاعية، وتم إلقاء القبض على 2,300 عسكري فدرالي. بدأت الدبابات الفدرالية بدخول أراضي سلوفينيا وتم قصف لوبلانا، ومطارها، وبعض المعابر الحدودية. انتهت العمليات العسكرية في 6 يونيو 1991 بالاتفاق على وقف إطلاق النار وذلك بعد عشرة أيام من اندلاع المعارك.

## نتائج الحرب
انتهت الحرب بعد أن قامت دبابات وجنود الجيش الفدرالي بالانسحاب. وقد تحركت القوات المنسحبة إلى كرواتيا، ذات الأقلية الصربية، والتي أيضا كانت متمردة ضد يوغوسلافيا. وفي 7 يوليو 1991 تم التوقيع على إتفاقية بريوني والتي من خلالها حصلت سلوفينيا على استقلالها. تم الاعتراف بسلوفينيا كدولة مستقلة من قبل المجتمع الأوروبي في فبراير 1992 وفي مايو من العام نفسه إنضمت الدولة الجديدة إلى الأمم المتحدة.